# Абуд, Хассан
Хассан Абуд (араб. حسان عبود‎), также известный под своим военным именем Абу Абдулла аль-Хамави (араб. أبو عبد الله الحموي‎), был одним из основателей Ахрар аш-Шам и был частью его руководства до своей смерти в сентябре 2014 года.
Немецкое периодическое издание Frankfurter Allgemeine Zeitung описывает его как «одного из самых важных глав сирийской оппозиции против правительства в Дамаске».

## Биография
Он родился в 1979 году в Хаме.
Он был заключен в тюрьму Седная на четыре года в период с 2007 по 2011 год, пока не был освобожден в рамках амнистии после начала восстаний в Сирии.
Он был главой политического совета в повстанческом союзе Исламский фронт.
В декабре 2013 года он дал интервью Сами Зейдану из Аль-Джазиры, в котором он обсудил цели своей организации и будущее Сирии. Он заявил, что конечной целью его группы является создание исламского государства в Сирии, которое представляет собой давнее подавленное стремление сирийского народа. Что касается Женевских мирных переговоров, он заявил, что он не представляет его группу, которая в них не участвовала, и что они рассматривают это как заговор, направленный на то, чтобы сорвать Сирийскую революцию от её целей.

## Смерть
9 сентября 2014 года он был убит вместе с 45 другими лидерами повстанцев в результате взрыва бомбы, направленного на секретную встречу в подземном убежище в посёлке Рам-Хамдан на северо-западе Сирии. Существуют разногласия касательно характера и исполнителей нападения. На основе свидетелей погибших трупов предлагается изощренная газовая атака. В то время как некоторые люди упоминают террориста-смертника. Ответственность за нападение была возложена на Исламское государство (ИГ); однако некоторые круги предполагают причастность Объединённых Арабских Эмиратов. Другие предположили, что его смерть, возможно, была несчастным случаем в оружейном мастерской в комплексе, в котором он находился, или возможным участием западных спецслужб, или что нападение было совершено повстанческим соперником Ахрар аш-Шама.